# Tina Majorino
Tina Majorino est une actrice américaine, née le 7 février 1985 à Westlake Village, en Californie.

## Biographie
Harmony Olivia Tina Majorino est née le 7 février 1985.
Durant son enfance, elle commence sa carrière dans des spots publicitaires. Elle exerce également le chant et joue du piano.
En 1994, elle apparaît dans les films Pour l'amour d'une femme, André, mon meilleur copain et Corrina, Corrina. En 1995 elle tient à l'âge de 10 ans l'un des rôles principaux dans le film Waterworld, celui d'Enola, l'enfant au tatouage mystérieux.
En 2004, elle tient le premier rôle de l'épisode FBI : Portés disparus (Without a Trace) avant d'apparaître dans Napoleon Dynamite.
En 2005, elle joue dans Testing Bob mais la série n'ayant pas le succès attendu, elle n'est pas reprogrammée pour l'année suivante.
En 2006, les producteurs de Veronica Mars lui annoncent que son rôle de Mac sera un personnage régulier dans la série.
En 2011, elle apparaît dans le clip F**kin' perfect de la chanteuse P!nk.
En 2012, elle décroche le rôle de Heather Brooks, la nouvelle interne dans la saison 9 de la série Grey's Anatomy.

## Filmographie

### Cinéma
- 1994 : Pour l'amour d'une femme (When a Man Loves a Woman) : Jessica Green
- 1994 : Corrina, Corrina : Molly Singer
- 1994 : André, mon meilleur copain : Toni Whitney
- 1995 : Waterworld : Kevin Reynolds : Enola
- 1997 : Santa Fe : Crystal Thomas
- 2004 : Napoleon Dynamite : Deb
- 2005 : A Sharp : La fille
- 2006 : Think Tank : Sal
- 2007 : What We Do Is Secret : Michelle
- 2014 : Veronica Mars, le film de Rob Thomas : Cindy "Mac" McKenzie

### Télévision
- 1990 : ABC TGIF (série télévisée) : Sophie
- 1992-1993 : Camp Wilder (série télévisée) : Sophie Wilder
- 1996 : Un Angelo à New York (téléfilm)
- 1997 : Sœurs de cœur (True Women) (téléfilm) : Euphemia Ashby jeune
- 1997 : Les Ailes de l'amour (Before Women Had Wings) (téléfilm) : Avocet Abigail 'Bird' Jackson
- 1997 : Merry Christmas, George Bailey (téléfilm) : Janie Bailey
- 1999 : Alice au pays des merveilles (Alice in Wonderland) (téléfilm) : Alice
- 2005 : Testing Bob (téléfilm) : Allison Barrett
- 2004-2007 : Veronica Mars (série télévisée) : Cindy « Mac » Mackenzie (33 épisodes)
- 2004 : FBI : Portés disparus (Without a Trace) (série télévisée) : Serene Barnes / Andrews
- 2005 : Testing Bob (téléfilm) : Allison Barrett
- 2006-2010 : Big Love (série télévisée) : Heather Tuttle
- 2010 : The Deep End (en) (série télévisée) : Addy Fisher
- 2011 : Castle (série télévisée) Reese Harmon (épisode 18 saison 3 « One life to lose »)
- 2011-2012 : Bones (série télévisée) : Agent Spécial Genevieve Shaw (épisode 22 saison 6, épisodes 4 et 8 saison 7)
- 2012 : True Blood (série télévisée) : Molly la vampire geekette (saison 5 - 6 épisodes)
- 2012-2013 : Grey's Anatomy (série télévisée) : Dr Heather Brooks (saison 9 et invitée saison 10 - 22 épisodes)
- 2014 : Legends (série télévisée) : Maggie Harris (10 épisodes)
- 2017-2018 : Scorpion (série télévisée) : Florence Tipton (saison 4 - 12 épisodes)[2]
- 2020 : Into the Dark (série télévisée) : épisode Delivered
- 2020 : Etheria (série télévisée) : Erin
- 2022 : The Good Doctor (saison 5, épisode 10) : Grace

### Clip
- 2005 : Blind de Lifehouse
- 2011 : Fuckin' Perfect de Pink